# Karl Allmenröder
Karl Allmenröder (3 de Maio de 1896 – 27 de Junho de 1917) foi um piloto alemão durante a Primeira Guerra Mundial.
Estudante de medicina, com 18 anos estava a lutar nas trincheiras em artilharia, alcançando a honra de ser promovido a Tenente no dia 30 de Março de 1915. Depois de ser transferido para o ramo aéreo e pilotar durante algum tempo aeronaves de reconhecimento, foi transferido para a esquadra de combate Jagdstaffel 11, em Novembro de 1916.
Manfred von Richthofen tomou o comando da Jasta 11 em Janeiro de 1917. Allmenröder, protegido do Barão Vermelho, abateu a primeira de 30 aeronaves, no dia 16 de Fevereiro de 1917. Ele abateria três dezenas de aeronaves inimigas, o que fez ele um ás da aviação. No dia 27 de Junho de 1917 a sua aeronave despenhou-se, levando-o à morte. O seu legado após a morte, de grande patriotismo e coragem, faria dele um exemplo a seguir, diversas vezes citado durante a Alemanha Nazi.